# Rhodesian ridgeback
De Rhodesian ridgeback, ook wel Rhodesische pronkrug, pronkrug, rifrug of leeuwhond, is een hondenras afkomstig uit zuidelijk Afrika. Dit ras is oorspronkelijk gefokt voor het afzijdig houden van onder meer leeuwen bij door jagers geschoten wild en ter verdediging van huis en haard. Kenmerkend voor dit ras is de ridge ofwel pronk, een strook haar op de rug die tegen de haarrichting in groeit en reeds vanaf de geboorte aanwezig is.
De ridgeback is een sportief gebouwde hond die kracht, snelheid en souplesse uitstraalt.

## Geschiedenis
Jager Cornelis van Rooijen had een meute jachthonden, bestaand uit kruisingsproducten van destijds voorkomende Europese rassen. Van Rooijen fokte door selectie de pronkrug.

## Rasstandaard
Onderstaande rasstandaard is de officiële "Rasstandaard van de Rhodesian Ridgeback F.C.I. Standaard No. 146./19.12.1989" van de FCI.
Algemene verschijning
Een volwassen Rhodesian Ridgeback is een mooie, sterke, gespierde en actieve hond met een symmetrisch silhouet. De Rhodesian Ridgeback heeft een groot uithoudingsvermogen en is tot het behalen van een behoorlijke snelheid in staat. Hij is ook lenig en wendbaar, wat opvalt bij dit grote hondenras.
Bijzonderheden
Dit hondenras dankt zijn naam aan zijn ridge. De ridge of "pronk", is een streep haren op de rug die tegen de groeirichting van de vacht gaat. De ridge begint direct achter de schouders en loopt door tot heuphoogte. De ridge dient twee identieke kronen te hebben, die recht tegenover elkaar geplaatst horen te zijn. De kronen mogen zich niet lager bevinden dan een derde van de ridge, gerekend vanaf het begin van de ridge. Vijf centimeter is een goed gemiddelde voor de breedte van de ridge, gemeten direct achter de kronen.
Temperament
Waardig, intelligent en gereserveerd tegenover vreemden, maar toont zonder aanleiding geen agressie of verlegenheid.
Hoofd
Het hoofd moet tamelijk lang, de schedel vlak en vrij breed tussen de oren, en moet in rust zonder rimpels zijn. De stop moet vrij duidelijk zijn. De neus zwart of bruin, in verhouding bij de kleur van de vacht. De snuit is lang, diep en krachtig met stevige kaken. De lippen dienen goed gevormd te zijn en goed om de kaken te sluiten.
Ogen
De ogen dienen op gemiddelde afstand van elkaar te staan en rond, helder en glanzend te zijn en moeten de Rhodesian Ridgeback een intelligente uitdrukking geven. De kleur van de ogen dient te harmoniëren met de vacht. Zo behoren bij een zwarte neus donkere ogen en bij een bruine of leverkleurige neus amberkleurige ogen.
Oren
De oren dienen tamelijk hoog aangezet te zijn, middelmatig van grootte en vrij breed bij de basis, geleidelijk uitlopend tot een ronde punt. De oren dienen dicht tegen het hoofd gedragen te worden.
Bek
Sterke kaken met een perfect en compleet schaargebit. De tanden dienen goed ontwikkeld te zijn, vooral de hoektanden.
Nek
De nek moet vrij lang zijn, sterk en mag geen keelhuid vertonen.
Voorhand
De schouders moeten hellend, droog en gespierd zijn. De voorbenen dienen recht, sterk en goed ontwikkeld te zijn met vrij zware botten. De ellebogen dienen tegen het lichaam gehouden te worden.
Lichaam
De borst mag niet te breed zijn maar wel diep en ruim. De ribben dienen middelmatig rond te zijn maar nooit rond als een hoepel. De rug is krachtig, de lendenen sterk, gespierd en licht gebogen.
Achterhand
De bespiering dient droog te zijn met een goede definitie. De achterhand dient goede hoekingen te vertonen en de spronggewrichten dienen laag geplaatst te zijn.
Voeten
De voeten dienen compact te zijn met goed gebogen en aaneengesloten tenen. De voetzoolkussens dienen elastisch te zijn met beschermend haar tussen de tenen en voetzolen. De Rhodesian Ridgeback behoort zogenaamde "katvoeten" te hebben.
Staart
De staart dient sterk en breed bij de aanzet te zijn, geleidelijk aflopend naar de punt. De staart dient noch te hoog noch te laag aangezet te zijn en moet vrij van grofheden zijn en dient met een lichte welving gedragen te worden. Nooit gekruld.
Beweging
Recht voorwaarts, vrij en actief.
Vacht
De vacht dient kort, dicht en glanzend van aanzien te zijn. De vacht mag nooit wollig of zijdeachtig zijn.
Kleur
De Rhodesian Ridgeback dient een kleur te hebben van licht- tot roodtarwe. Een beetje wit op de borst en tenen is toegestaan maar overmatig wit op de buik, borst en boven de voeten is niet wenselijk. Het masker en de oren mogen donkerder zijn dan de rest van de vacht.
Grootte
Een volwassen Rhodesian Ridgeback moet een mooie, rijzige hond zijn. De schofthoogte van de reu moet tussen 63 en 69 cm zijn. De schofthoogte van de teef moet tussen 61 en 66 cm zijn.
Onvolkomenheden
Ieder verschil of afwijking van de voornoemde punten in de rasstandaard, dient gezien te worden als minder dan perfect en dient bij hondenkeuringen als zodanig beoordeeld te worden.
De reuen dienen twee testikels te hebben die volledig in het scrotum moeten zijn ingedaald.